# Malthodes rhadinus
Malthodes rhadinus es una especie de coleóptero de la familia Cantharidae.

## Distribución geográfica
Habita en California (Estados Unidos).